# Macrotarsomys ingens
Macrotarsomys ingens là một loài động vật có vú trong họ Nesomyidae, bộ Gặm nhấm. Loài này được F. Petter mô tả năm 1959.